# Ganpi

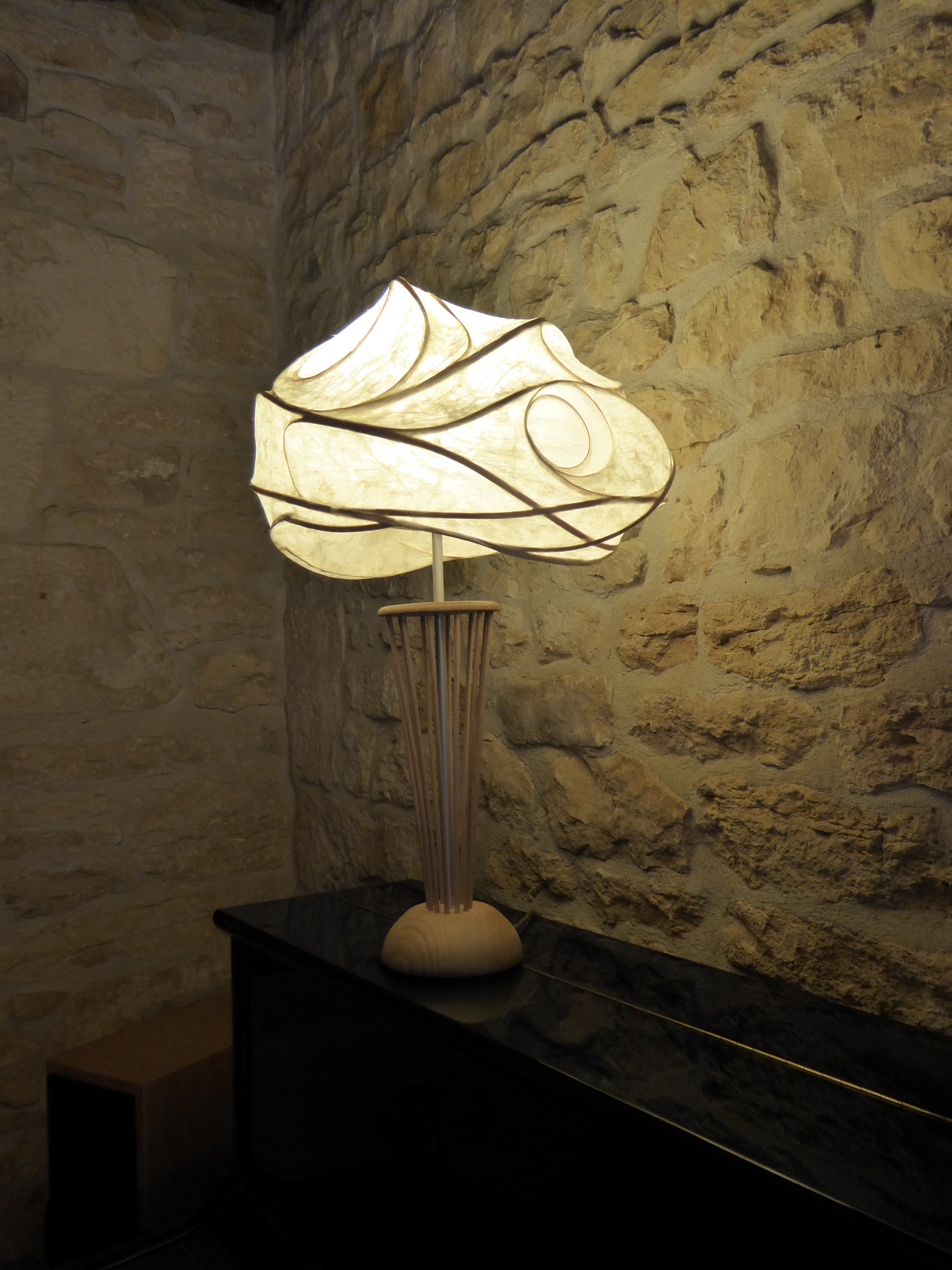
Une lampe en gampi.

Le ganpi (雁皮, ガンピ), parfois orthographié gampi, littéralement « peau d'oie sauvage », ou encore ganpishi (雁皮紙) (papier ganpi) est une fibre à papier utilisée au Japon. Elle est extraite de plusieurs plantes du genre Wikstroemia, notamment
- Wikstroemia sikokiana[1].
- Wikstroemia albiflora connue comme Miyama ganpi au Japon[2]
- Wikstroemia canescens (Wall.) Meisn. (syn. Diplomorpha canescens): plante d'Asie du Sud
- Wikstroemia ganpi (Siebold & Zucc.) Maxim.: connue comme Ko ganpi au Japon[2] etc.

Comme cette fibre est particulièrement sensible à l'eau, on la mélange généralement à d'autres fibres, telles que la fibre de mûrier à papier, fibre de base des premiers papiers chinois  parfois appelée kōzo (楮) (mûrier à papier) ou chōshi (楮紙) (papier de mûrier à papier) au Japon.
Elle est notamment utilisée dans le papier torinokogami (鳥の子紙) « papier enfant d'oiseau » et maniaigami (間似合紙) 